# Jesper Fritz
Jesper Fritz (né le 13 septembre 1985) est un athlète suédois, spécialiste du saut à la perche.

## Performances
Son meilleur saut a été franchi à Debrecen le 15 juillet 2007 : 5,70 m. pour obtenir la médaille d'argent aux championnats d'Europe espoirs en 2007.